# Passage des Petites-Écuries
Le passage des Petites-Écuries est une voie située dans le quartier de la Porte-Saint-Denis du 10e arrondissement de Paris.

## Situation et accès
Le passage des Petites-Écuries est desservi à proximité par la ligne 4 à la station Château d'Eau.

## Origine du nom
Cette voie doit son nom au fait de sa proximité avec la rue éponyme.

## Historique
Elle se trouve sur l'emplacement occupé, au XVIIIe siècle, par les Petites Écuries royales.
Avant 2001, cette portion était intégralement incluse dans le passage qui rejoignait la rue d'Enghien à la rue des Petites-Écuries.